# Geoffrey Stewart
Geoffrey Peter Stewart (Penrith, 15 de diciembre de 1973) es un deportista australiano que compitió en remo. Sus hermanos James (gemelo) y Stephen compitieron en el mismo deporte.
Participó en tres Juegos Olímpicos de Verano, obteniendo dos medallas, bronce en Sídney 2000 (cuatro sin timonel) y bronce en Atenas 2004 (ocho con timonel), y el sexto lugar en Atlanta 1996 (ocho con timonel).
Ganó dos medallas en el Campeonato Mundial de Remo, en los años 1997 y 1999.

## Palmarés internacional
| Juegos Olímpicos   | Juegos Olímpicos        | Juegos Olímpicos  | Juegos Olímpicos   |
| Año                | Lugar                   | Medalla           | Prueba             |
| ------------------ | ----------------------- | ----------------- | ------------------ |
| 2000               | Sídney (Australia)      | Medalla de bronce | Cuatro sin timonel |
| 2004               | Atenas (Grecia)         | Medalla de bronce | Ocho con timonel   |
| Campeonato Mundial |                         |                   |                    |
| Año                | Lugar                   | Medalla           | Prueba             |
| 1997               | Aiguebelette (Francia)  | Medalla de bronce | Ocho con timonel   |
| 1999               | St. Catharines (Canadá) | Medalla de plata  | Cuatro sin timonel |